# سیانوفسفااتین
سیانوفسفااِتین (به انگلیسی: Cyanophosphaethyne) یک ترکیب شیمیایی ناپایدار با فرمول ساختاری N≡C-C≡P است. چنانچه تنها اتم فسفر موجود در این مولکول با نیتروژن جایگزین شود، یک سیانوژن حاصل می‌شود. مشاهدات حاکی از حضور سیانوفسفااِتین در محیط میان ستاره‌ای است. ایزومرهای ساختاری دیگر این مولکول، مانند C≡N-C≡P (ایزوسیانوفسفاپروپین)، C=C =N≡P (آزافسفادی‌کربن) و N≡C-P=C (ایزوسیانوفسفووینیلیدن) مشاهده نشده‌اند. این مولکول دارای هندسه مولکولی خطی (تقارن مولکولی C- V) است. 

## تولید
سیانوفسفاتین را می‌توان با گرم کردن گازهای سیانوژن آزید و فسفاتین تا ۷۰۰ درجه سانتی‌گراد، تولید کرد.